# Städtisches Kunstmuseum Taipeh

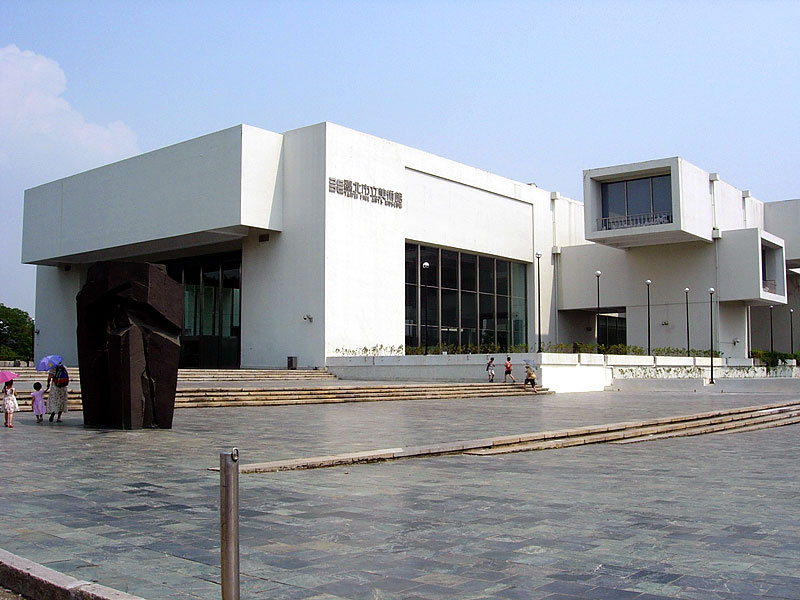
Städtisches Kunstmuseum Taipeh

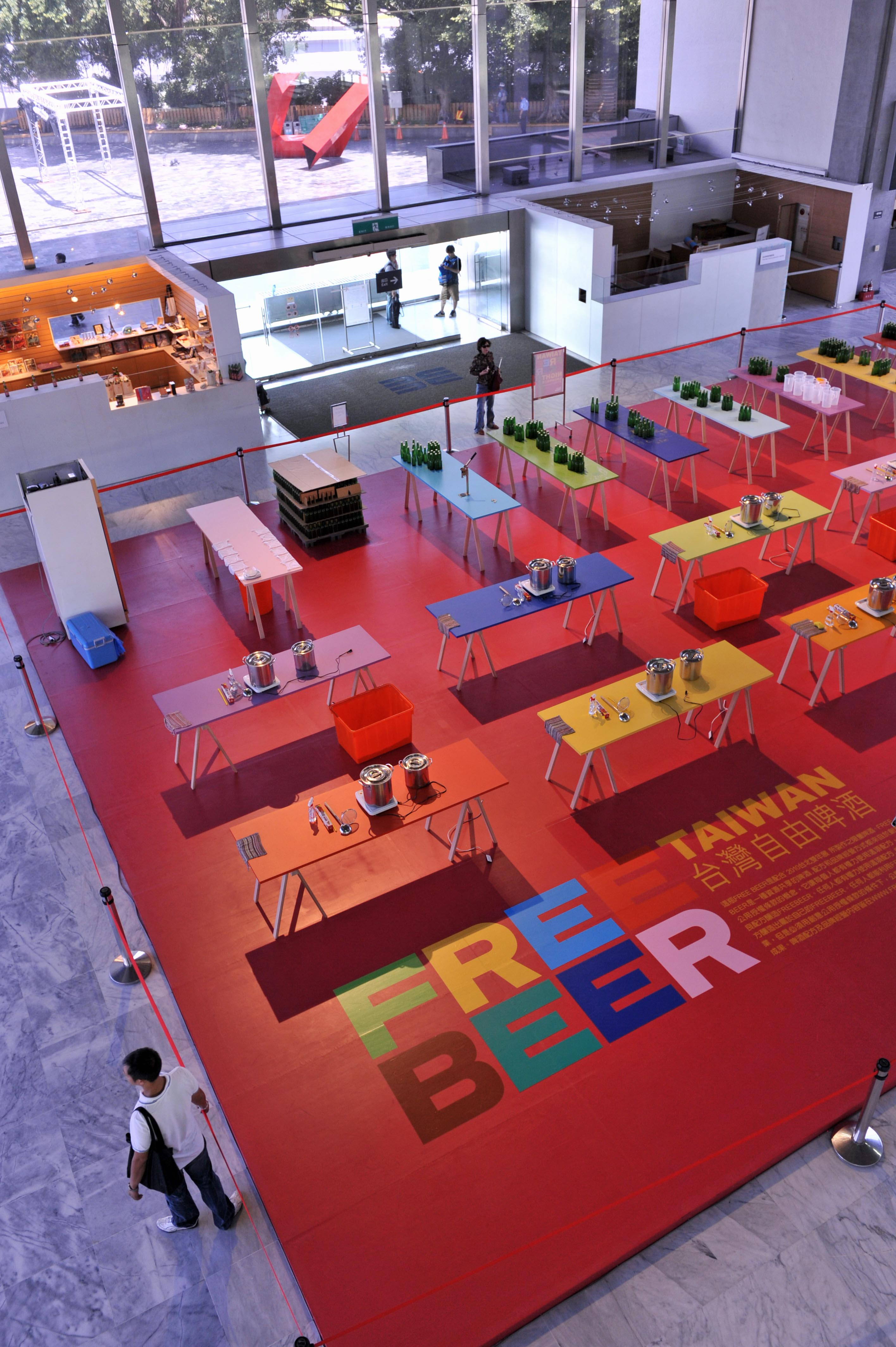
Taipei Biennial 2010: Superflex Workshop „Free Beer Factory“

Das Städtische Kunstmuseum Taipeh (SKT; chinesisch 台北市立美術館, Pinyin Táiběi Shìlì Měishùguǎn; engl. Taipei Fine Arts Museum (TFAM)) ist ein Kunstmuseum in Taipeh, Taiwan. Es wurde am 24. Dezember 1983 im Gebäude des ehemaligen United States Taiwan Defense Command (USTDC, 1979 aufgelöst) eröffnet.
Es war das erste Museum auf Taiwan, das speziell für zeitgenössische Kunstausstellungen konzipiert wurde. Der architektonische Stil ist eine lokale Adaption der japanischen Metabolistenbewegung.

## Geschichte
Von 1984 bis 1990 wurde die renommierteste Biennale „Trends der modernen Kunst in der R.O.C“ (Republic of China) gezeigt, die chinesische moderne Kunst förderte und vor allem Künstler mit einem Pass der R.O.C. oder einer gleichwertigen Herkunft einlud. Diese führende, nationale Wettbewerb-Stil-Ausstellung wurde 1992 von der Taipeh-Biennale und dem Taipeh-Preis ersetzt. Die Taipeh-Biennale führte die Idee ein, kuratorenkritische, ältere und erfahrene Künstler einzuladen, während der Taipeh-Preis weiterhin als eine Plattform für die Entdeckung junger und unbekannter Künstlern dienen soll.
Seit seiner Eröffnung war die Mission des SKT, chinesische, moderne Kunst und internationalen Austausch zu fördern. Seit den Anfangsjahren finden zahlreiche internationale Ausstellungen statt, die oft von ausländischen Kultureinrichtungen wie dem British Institute oder dem Goethe-Institut gefördert werden.
Die erste Ausstellung im Ausland durch das SKT fand in Japan mit dem Titel „Nachricht aus Taipeh“ im Jahr 1989 statt. Eine der bekanntesten dieser nationalen Ausstellungen im Ausland fand im Jahr 1996/1997 in Aachen im Museum Ludwig und in Berlin im Haus der Kulturen der Welt unter dem Titel „Taiwan: Kunst Heute“ statt.
Seit Mitte der neunziger Jahre verändert das SKT seine Mission zur Förderung einer taiwanischen Identität in der zeitgenössischen Kunst. Am deutlichsten kam dies durch die Organisation eines taiwanischen Pavillons auf der Biennale von Venedig und der Taipeh-Biennale zum Ausdruck. Der Pavillon widmete sich der Frage der taiwanische Identität. Im Jahr 1996 wurde die bisher größte Taipeh-Biennale unter dem Titel „Die Suche nach Identität“ realisiert, auf der 110 Künstler auf allen Stockwerken des Gebäudes ausgestellt wurden.
Seit 1995 organisiert das SKT den Taiwan-Pavillon auf der Biennale von Venedig, der von 1995 bis 2000 als ein nationaler Pavillon anerkannt wurde. Ab 1997 übte die Volksrepublik China diplomatischen Druck aus und legte Beschwerde gegen die Verwendung des Namens „Republik China“ ein und 2001 wurde der Taiwan-Pavillon in Venedig auf die Liste der institutionellen Beteiligungen gesetzt und später in die Kategorie der Sicherheits-Events gesetzt.
Seit dem Jahr 2000 organisiert das Taichung National Museum of Arts eine Teilnahme an der Architektur-Biennale von Venedig. Während das SKT gerne „Taiwan“ repräsentiert hätte, bestand das Taichung National Museum of Art auf die Verwendung des Namens „ROC“ (Republik China), was den diplomatischen Todesstoß für einen taiwanischen Pavillon bedeutete.
Der Verlust einer offiziellen Repräsentation inspirierte jedoch andere Museen in Taiwan, Ausstellungen auf der Biennale in Venedig zu organisieren. 2007 das Kaohsiung Museum of Fine Arts und 2009 das MoCA Taipei.
Seit 1998 ist die Taipeh-Biennale zu einer internationalen Veranstaltung geworden, kuratiert von einem internationalen Starkurator.
Das erste Experiment einer asiatischen Internationalisierung wurde 1998 von Fumio Nanjo unter dem Titel „Site of Desire“ geleitet. Seit dem Jahr 2000 ist der internationale Kurator eingeladen, einen lokalen Co-Kurator zu wählen, der dann wiederum fünf bis sechs lokale Künstler auswählt, um an Taiwans prestigeträchtigsten Kunstevent teilzunehmen.
Nach 2000 schwand die Finanzierung und institutionelle Unterstützung für die Taipeh-Biennale. Im Vergleich zu anderen asiatischen Biennalen führten die privat finanzierten Ausstellungen des SKT, zu regelmäßiger Kritik seitens der lokalen Kunstszene.
Das SKT hat eine recht interessante, institutionelle Geschichte der Interaktion mit der lokalen Kunstszene. Im Jahr 1986 musste die erste Direktorin, Su Rui-Ping, zurücktreten, nachdem sie die Installation des Künstlers Zhang Jianfu in einer „experimentellen“ Ausstellung mit ihren eigenen Füßen zerstörte und 1985 eine rote Metallskulptur namens „Unbegrenzter Minimalismus“ von Li Zai-Qian in Silber umlackieren ließ.
Im Sinne einer späten Gerechtigkeit wurde 2006 eine rote Skulptur namens „Homerun“ dauerhaft auf dem Platz vor dem Haupteingang installiert. 1988 wurde die Performance-Künstlerin Lee Mingsheng von Museumsaufsehern verprügelt, als sie ein Glas mit Fäkalien mitbrachte, um zu einer öffentlichen Diskussion während der Ausstellung „Welt des Dada“ aufzurufen. In derselben Ausstellung wurde auch Marcel Duchamps berühmtes Urinal „the fountain“ gezeigt. Lee wurde 1993 als erster taiwanischer Künstler auf die Biennale von Venedig eingeladen.
Im Jahr 1995 wurde der neu ernannte Direktor Chang Chen-Yu gezwungen zurückzutreten, nachdem ein monatelanger Protest der Kunstszene stattfand, der sich gegen seine Art der Führung und die Finanzierungspolitik des Museums richtete.
Mit der Jahrtausendwende und einer zunehmenden Professionalisierung der Kunstszene hatte sich die enge Beziehung zwischen dem Museum und der lokalen Kunstszene grundlegend verändert: bei der Taipeh-Biennale 2004, wurde das Vorwort des lokalen Kurators komplett aus dem offiziellen Katalog gestrichen und das ohne größere, öffentliche Auswirkungen oder Reaktionen.
Im Jahr 2001 wurde das Museum für Zeitgenössische Kunst Taipeh (台北當代藝術館; MZK Taipeh bzw. MoCA Taipei) im alten Regierungsgebäude der Stadt Taipeh eröffnet.
Das Museum ist mit der Metro zu erreichen und liegt in unmittelbarer Nähe östlich der Yuanshan-Station.